# Trödelsteine (Felsformation)

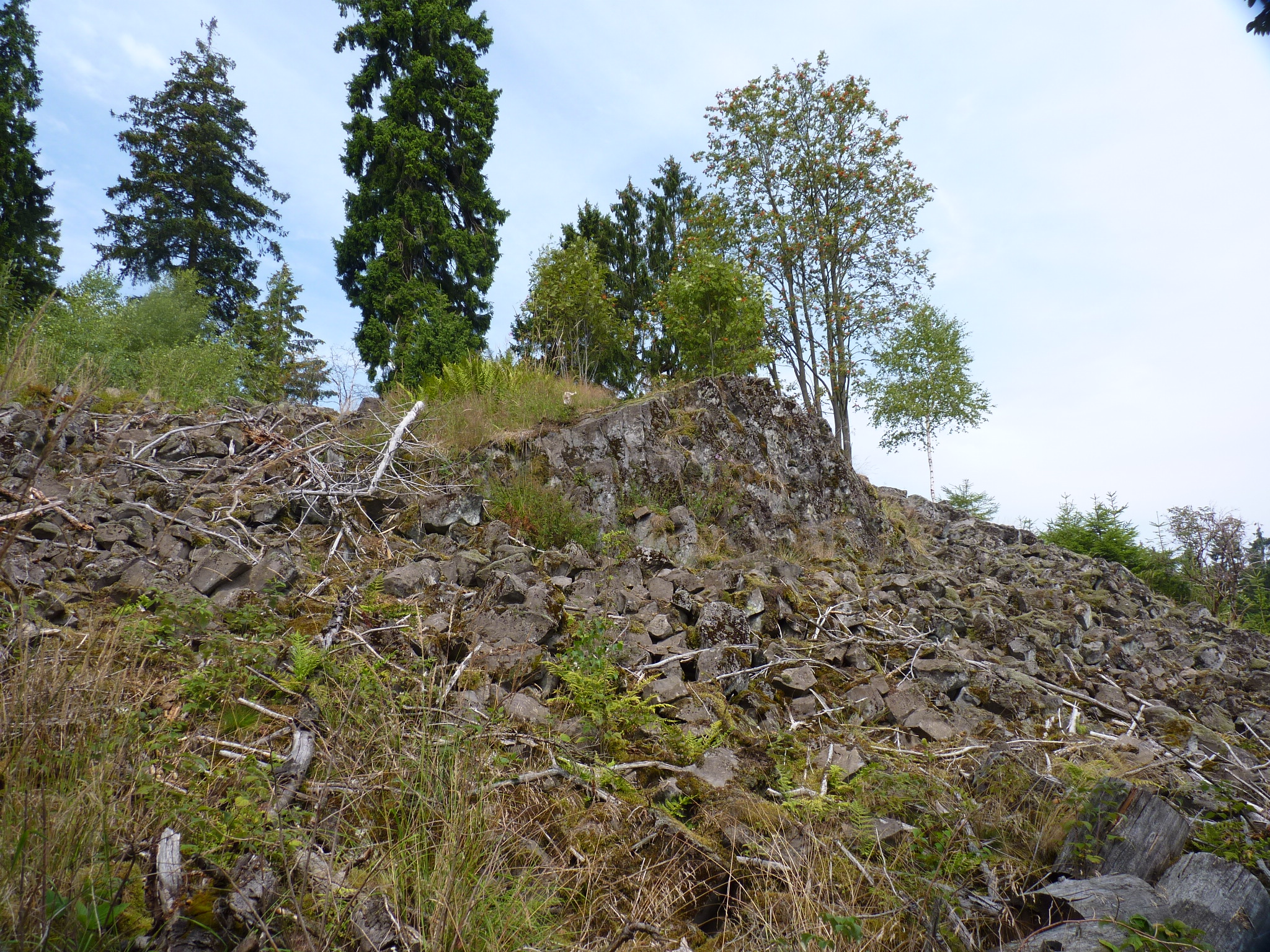
Teil der Trödelsteine (August 2014)

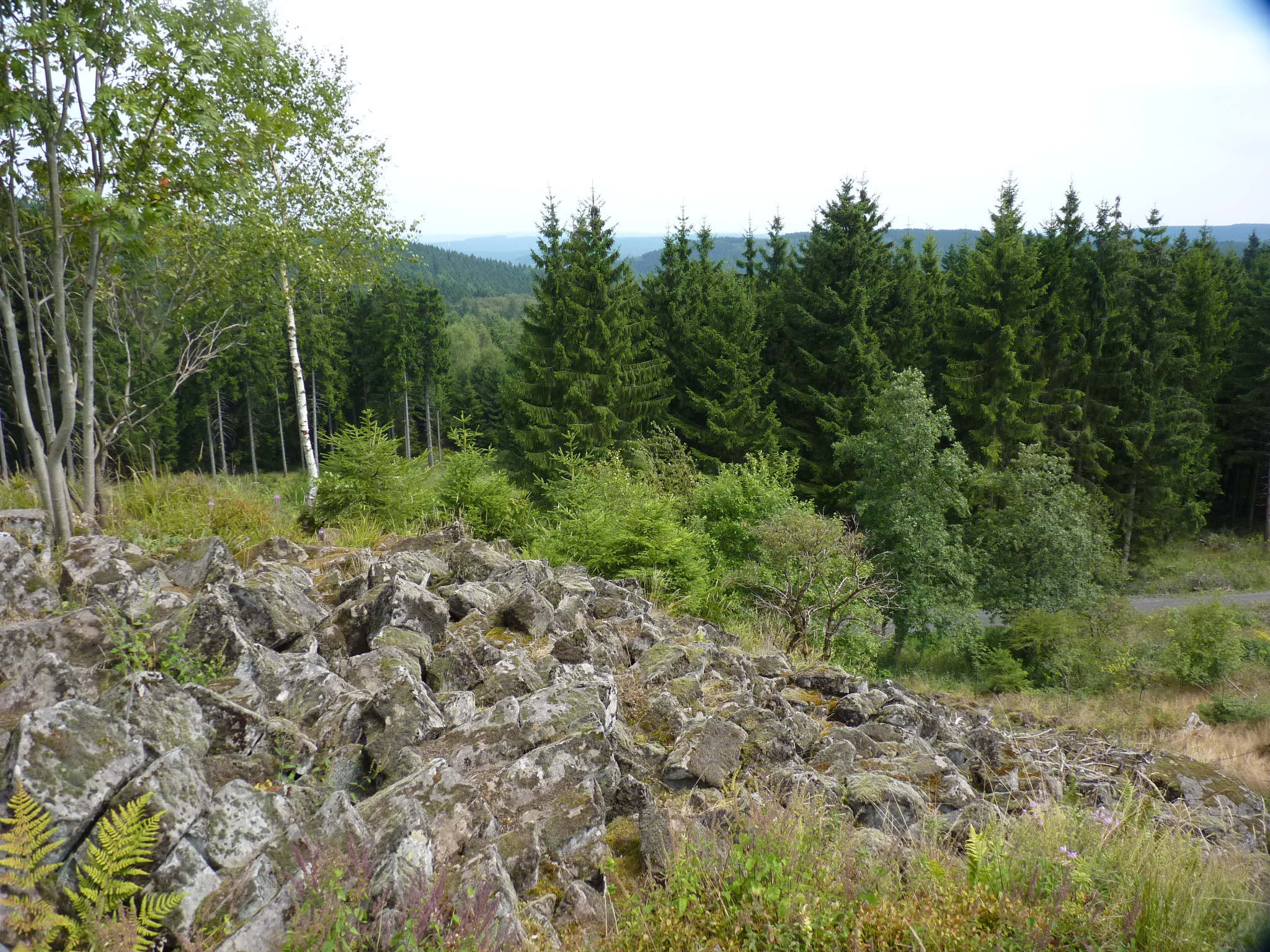
Ausblick von den Trödelsteinen nach Nordosten (August 2014)

Die Trödelsteine, auch Trödelstein genannt, bei Emmerzhausen im Landkreis Altenkirchen, Rheinland-Pfalz (Deutschland), sind ein Säulen- und Blockfeld aus Feldspatbasalt im Hellerbergland. Die Felsformation ist als etwa 0,3 Hektar großes flächenhaftes Naturdenkmal (FND) ausgewiesen.

## Geographie

### Lage
Die Trödelsteine liegen etwa 1,2 Kilometer (km) nordöstlich von Emmerzhausen sowie 3,6 km südwestlich von Burbach und 2,6 km nordwestlich von Lippe, die sich beide im benachbarten Kreis Siegen-Wittgenstein in Nordrhein-Westfalen befinden. Die Felsen reichen bis zum nahe der Kreisgrenze gelegenen Gipfel des 613 m ü. NHN hohen Berges Trödelsteine.

### Felsformationen in der Umgebung
In der Umgebung der Trödelsteine liegen die Basaltformation Druidenstein bei Herkersdorf, die Naturdenkmäler Großer und Kleiner Stein bei Burbach (zwei Basaltblockfelder), sowie die Felsformation Teufelskanzel bei Bad Laasphe.

## Beschreibung und Geologie
Die Trödelsteine bilden mehrere kleine Basaltklippen, mit einem darunterliegenden Säulen- und Blockfeld aus Feldspatbasalt, welches hier im Tertiär durch das Grundgebirge gebrochen ist.
Die Trödelsteine sind im Tertiär entstandene basaltische Stoßkuppen (Lavadom). Anders als im Hohen Westerwald, wo sich eine geschlossene Basaltdecke ausgebildet hat, bildeten sich hier nur einzelne Quellkuppen (Kryptodom). Deutlich lassen sich aus der Art der Gesteinsgruppe drei verschiedene Ergüsse (Vulkanit) rekonstruieren, die von unten durch das devonische Grundgebirge gestoßen sind.
Auf dem Nordosthang der Trödelsteine wachsen mehrere Bäume, der Südwesthang ist komplett bewaldet.

## Wandern
Auf die Trödelsteine führt ein schmaler Pfad, der zur 10,2 km langen Rothaarsteigspur  Trödelsteinpfad gehört. Vorbei führt der Europäische Fernwanderweg E1. Am E1 steht, etwa 250 m von der Felsformation entfernt, die Schutzhütte An den Trödelsteinen, die 2004 von Mitgliedern des Westerwald-Vereins erbaut wurde. Vorbei führen auch der Hellerhöhenweg (H) und der Siegerland-Höhenring.